# Piesă de șah

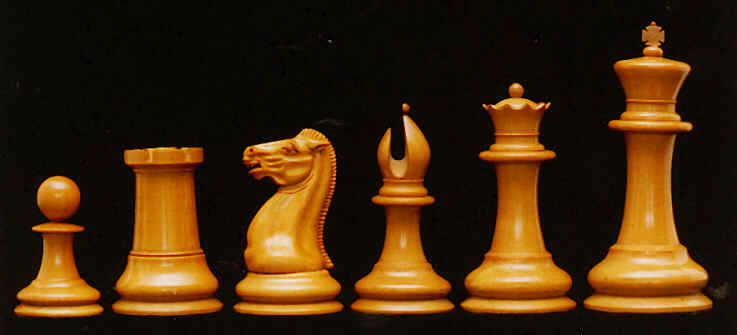
Set original de piese albe de șah Staunton, de la stânga la dreapta: pion, turn, cal, nebun, damă şi rege.

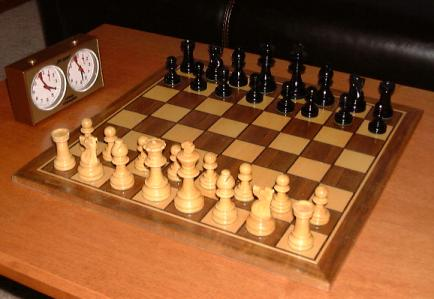
Piesele de şah Staunton pe tabla de şah cu ceasul de control.

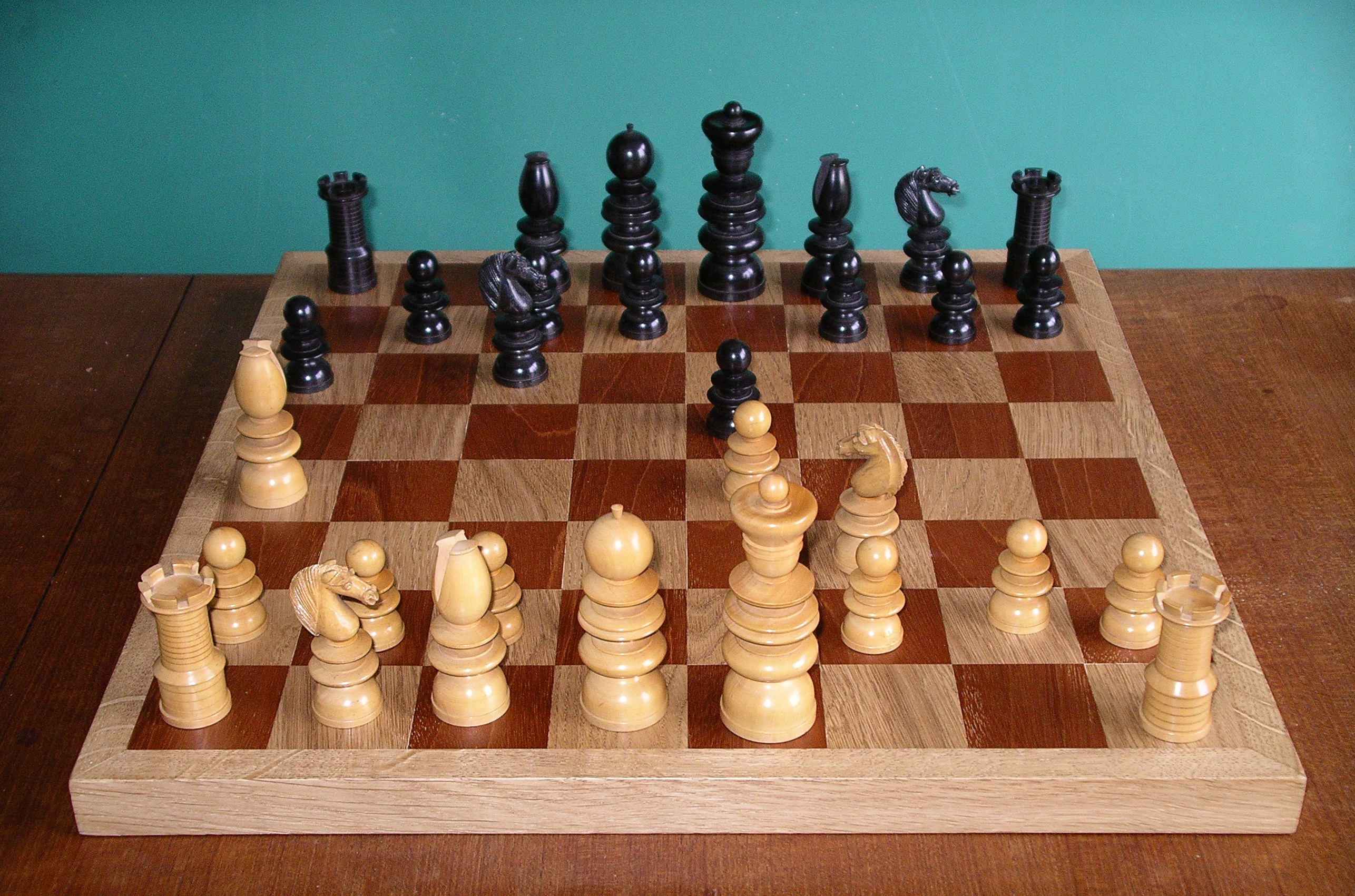
A St. George stile.

Piesele de șah sunt niște figuri cu ajutorul cărora se joacă șah. La începutul jocului pe tabla de șah se află 32 de piese în două culori - alb și negru, astfel încât fiecare jucător începe partida cu câte 16 piese:
- 1 rege
- 1 damă
- 2 turnuri
- 2 nebuni
- 2 cai
- 8 pioni

## Simboluri în Unicode
Sistemul de codare Unicode conține simboluri speciale care reprezintă figurile de șah.
| Denumire | Denumire | Rege    | Damă    | Turn    | Nebun   | Cal     | Pion    |
| -------- | -------- | ------- | ------- | ------- | ------- | ------- | ------- |
| Albe     | Simbol   | ♔       | ♕       | ♖       | ♗       | ♘       | ♙       |
| Albe     | Cod      | U+2654  | U+2655  | U+2656  | U+2657  | U+2658  | U+2659  |
| Albe     | HTML     | &#9812; | &#9813; | &#9814; | &#9815; | &#9816; | &#9817; |
| Negre    | Simbol   | ♚       | ♛       | ♜       | ♝       | ♞       | ♟       |
| Negre    | Cod      | U+265A  | U+265B  | U+265C  | U+265D  | U+265E  | U+265F  |
| Negre    | HTML     | &#9818; | &#9819; | &#9820; | &#9821; | &#9822; | &#9823; |